# Episodi di Flikken - Coppia in giallo (ottava stagione)
L'ottava stagione della serie televisiva Flikken - Coppia in giallo (Flikken Maastricht) è andata in onda nei Paesi Bassi dal 14 marzo 2014 su TROS. In Italia i primi due episodi sono andati in onda il 25 giugno e il 2 luglio 2015 in seconda serata su Rete4. Sempre su Rete4 sono trasmessi i restanti episodi dal 29 settembre 2015 (il 24 settembre e il 28 settembre 2015 sono stati trasmessi nuovamente i primi due episodi) alle ore 15.30 dal lunedì al giovedì.
| nº | Titolo originale | Titolo italiano           | Prima TV Paesi Bassi | Prima TV Italia   |
| -- | ---------------- | ------------------------- | -------------------- | ----------------- |
| 1  | Dilemma          | Dilemma                   | 14 marzo 2014        | 25 giugno 2015    |
| 2  | Vlucht           | Fuga                      | 21 marzo 2014        | 2 luglio 2015     |
| 3  | Verraad          | Tradimento                | 28 marzo 2014        | 29 settembre 2015 |
| 4  | Mineur           | Overdose o omicidio?      | 4 aprile 2014        | 30 settembre 2015 |
| 5  | Djellaba         | Gli omicidi della moschea | 11 aprile 2014       | 1º ottobre 2015   |
| 6  | Privé            | Club privé                | 18 aprile 2014       |                   |
| 7  | Belaagd          | Spalle al muro            | 25 aprile 2014       | 5 ottobre 2015    |
| 8  | Stenen           | Pietre preziose           | 2 maggio 2014        | 6 ottobre 2015    |
| 9  | Ciao             | Sull'orlo del baratro     | 9 maggio 2014        | 7 ottobre 2015    |
| 10 | De Aanslag       | La talpa                  | 16 maggio 2014       | 8 ottobre 2015    |

## Dilemma
- Titolo originale: Dilemma
- Diretto da:
- Scritto da:

## Fuga
- Titolo originale: Vlucht
- Diretto da:
- Scritto da:

### Trama
Il padre di Sandy tiene in ostaggio Marion e Romeo, mentre Carlo, che ha picchiato sua figlia Sandy, è a terra ferito gravemente. La polizia viene comunque informata e si attivano subito le operazioni di soccorso. Ma, proprio mentre il padre minaccia Marion con un coltello, è Carlo a sparargli e a mettere fine alla situazione. Nel frattempo, Wolfs tenta di far partire Fleur e sua madre Angelique per la Thailandia, nella speranza che alla ragazza torni la memoria. Ma il procuratore Jens Bols si è accorto dei suoi movimenti e, alla fine, riesce ad arrestarlo in aeroporto. A quel punto a Fleur torna la memoria.

## Tradimento
- Titolo originale: Verraad
- Diretto da:
- Scritto da:

### Trama
Viene trovato un uomo assassinato. Wolfs ed Eva vengono incaricati delle indagini. La vittima faceva parte di una banda di turchi, gli Hamza, e il delitto sembra essere stato compiuto riguardo ad una truffa nell'ambito dello spaccio di eroina. Durante l'indagine gli Hamza cercano di ostacolare Wolfs ed Eva, perché vogliono trovare da soli il colpevole. Nel frattempo, Marion e Romeo si occupano di un caso di molestia informatica. Sono state pubblicate su internet alcune foto osé e taroccate col viso di una ragazzina. Il padre sporge denuncia e Marion e Romeo cercano il colpevole. Wolfs cerca di perorare la causa della figlia, in carcere per l'omicidio di Dan De Vos, con il procuratore Jens Bols che si occupa del caso, ma questi continua ad avere un atteggiamento duro e comunica che nel frattempo è stato trasferito a Mastricht e che quindi Eva e Wolfs avranno spesso a che fare con lui.

## Overdose o omicidio?
- Titolo originale: Mineur
- Diretto da:
- Scritto da:

### Trama
Il bassista di un gruppo olandese molto popolare muore apparentemente di overdose. Wolfs ed Eva si trovano catapultati nel mondo della musica dove dettano legge sesso, droga e soldi. Non esattamente il mondo preferito di Eva, che vorrebbe classificare il caso come un incidente. Secondo Wolfs, invece, sono troppe le persone che traggono vantaggio dalla morte del musicista. La domanda è: Overdose o omicidio? Romeo e Marion vanno al porto a prelevare un intruso, che è salito illecitamente a bordo di una barca. L'intruso è un autistico, che non è in grado di dire né come si chiama né dove abita: Ha con sé soltanto un violino.

## Gli omicidi della moschea
- Titolo originale: Djellaba
- Diretto da:
- Scritto da:

### Trama
Eva e Wolfs devono occuparsi di un serial killer che uccide musulmani in abito tradizionale appena usciti dalla moschea. La seconda vittima è il padre di Coscun, il capo degli Hamza. Eva e Wolfs cercano di trovare l'omicida, ma devono battere sul tempo gli Hamza che si vogliono vendicare. Scopriranno che dietro gli omicidi ci sono una storia drammatica ed un trauma che ha radici nel teatro di guerra dell'Afghanistan. Marion e Romeo, nel frattempo, si occupano del caso di una governante ucraina che pare abbia sottratto dei soldi a un anziano signore. Le cose però, come spesso succede, non sono come appaiono.